# Scheiding van kerk en staat
Van scheiding van kerk en staat is sprake wanneer de kerkelijke macht en staatkundige macht niet in dezelfde handen zijn en zij geen beslissende invloed op elkaar uitoefenen. Naar analogie kan dit begrip worden toegepast bij religies waar religieuze instituten geen "kerk" worden genoemd.
Scheiding van kerk en staat betekent in de praktijk dat de staat en de kerk (of andere religieuze instituten) ieder hun eigen zaken regelen en zich niet met elkaar bemoeien of elkaar de regels voorschrijven. Het gaat bij deze vormgeving van de scheiding dus in de eerste plaats om het organisatorisch en bestuurlijk gescheiden houden van deze twee grootheden. De overheidsdienaren bemoeien zich niet met de kerk en de dienaren van de kerk bemoeien zich niet met de staat. De theorie is sinds de 19e eeuw in mindere of meerdere mate wereldwijd in praktijk gebracht. Kerk en staat zijn gescheiden, maar geloof en politiek niet, want er is over en weer regelmatig overleg tussen kerkelijke hoogwaardigheidsbekleders en politici en er vindt dus kruisbestuiving plaats tussen kerkelijke overheden en burgerlijke overheden, door de invloed die politici en kerkbestuurders daar op hebben.
Er zijn verschillende uitwerkingen van dit beginsel te vinden:
- Secularisme of Laïcisme, zoals in Frankrijk en Portugal, waar een diepgaande scheiding van kerk en staat bestaat, oftewel exclusief neutraal; op scholen wordt geen godsdienstles gegeven, religieuze attributen en symbolen zijn in de publieke ruimte verboden en vrijzinnigheid geniet een grote mate van bescherming.
- Coöperatie tussen kerk en staat, zoals in Nederland, België, Duitsland en Spanje; de staat stelt zich inclusief neutraal, of compenserend neutraal op ten opzichte van geloven.
- Staatsgodsdienst, zoals in Denemarken en Engeland, waar de staat privileges aan een bepaalde kerk ter beschikking stelt en bepaalde geestelijken benoemt, terwijl de kerk een deel van de afgevaardigden van het huis in de regering benoemt.

## Geschiedenis
In Europa hebben religie en politiek lang dicht bij elkaar gelegen, en hebben veel landen langdurig vergaande bestuurlijke en politieke inmenging van kerken ondergaan, alsook andersom. In de Middeleeuwen mochten de kerkelijke en politieke bevoegdheden zelfs door zowel kerkelijke als wereldlijke overheden worden uitgeoefend, zelfs gelijktijdig. Tot op de dag van vandaag is dit het geval in het Vaticaan; de paus is naast geestelijk leider van de katholieke kerk ook staatkundig leider van Vaticaanstad. In principe is ook de koning of koningin van Engeland hoofd van de Anglicaanse kerk, al is dat in de praktijk weinig relevant.
De Ottoonse keizers stelden vanaf de 10e eeuw zelf alle bisschoppen en abten in het Heilige Roomse Rijk aan, die vanwege hun celibaat geen wettige nakomelingen konden krijgen die hun bezittingen konden erven. Bij de dood van een geestelijke viel hierdoor hun ambt en land weer terug aan de keizer, die zijn eigen vertrouwelingen weer kon aanstellen. Dit rijkskerkenstelsel of Ottoonse stelsel is een voorbeeld waarbij wereldlijke autoriteiten macht hebben over kerkelijke zaken. Deze situatie gaf uiteindelijk aanzet tot de investituurstrijd tussen de keizers en pausen, die de laatste uiteindelijk wonnen.
In de late 18e eeuw trachtte keizer Jozef II (r. 1765–1780) de kerken weer onder wereldlijk bestuur te brengen. Deze ideologie wordt ook wel jozefinisme of jozefisme genoemd.
Met de Verlichting en de Franse Revolutie kwam na eeuwen van inmenging onder Europese bevolkingen de roep naar een staatsrechtelijke scheiding van kerk en staat. Sindsdien is het een leidend principe in de staatsinrichting van democratische rechtsstaten, en is het in de loop van de 19e en 20e eeuw in bijna alle Europese landen, en wereldwijd, in de wet verankerd.

## Nederland
In Nederland is de scheiding van kerk en staat niet in één keer per wetgeving geregeld, maar is sprake van een langdurig proces gedurende de 19e eeuw. In 1798 werden middels de Staatsregeling voor het Bataafsche Volk in de Bataafse Republiek alle bestaande geloofsgemeenschappen voor de wet gelijkgesteld. Hiermee verviel de bevoorrechte positie van de Nederduitse Gereformeerde Kerk (later Nederlandse Hervormde Kerk). Vanaf dat jaar vond er bijvoorbeeld een herziening van het eigendomsrecht van kerkgebouwen plaats. Zo werden kerktorens wegens hun maatschappelijk-publieke functie bezit van de (stedelijke) overheid, en de kerkgebouwen bezit van de kerkelijke organisatie. Het was tevens de bedoeling dat kerkgebouwen voor een deel ook terug zouden worden gegeven aan de Rooms-Katholieke Kerk. Door allerlei omstandigheden kwam hier - met uitzondering van de zuidelijke provincies - weinig van terecht.
Tijdens het bewind van Napoleon werd in 1811 de burgerlijke stand ingevoerd, waarmee voortaan de overheid, in plaats van de kerken, de registratie van de bevolking bijhield.
Feitelijk is er dan echter nog lange tijd sprake van een soort overgangsfase. Met het ontstaan van het Koninkrijk der Nederlanden in 1815 zijn de vernieuwingen niet meer teruggedraaid, maar bleef de overheid zich nog wel met allerlei kerkelijke zaken bemoeien, zoals de bezoldiging en de opleiding van geestelijken, en de bouw van kerken. (Openbaar) onderwijs en armenzorg waren toen al bij de overheid ondergebracht, maar kerken bleven er nog altijd invloed op uitoefenen.
De Grondwet van 1848 bepaalde dat de koning (de overheid) geen concordaten met het hoofd van de Rooms-Katholieke Kerk (de paus) meer zou sluiten, waarmee de rooms-katholieken vrij waren om het kerkelijk bestuur zelf te regelen. Mede hierdoor zou vijf jaar later de bisschoppelijke hiërarchie in Nederland hersteld worden. In 1983 werd met de 'Wet beëindiging financiële verhouding tussen Staat en Kerk' de verplichting tot betaling van traktementen van geestelijken van de Nederlandse Hervormde Kerk door de overheid beëindigd.
Vandaag de dag bestaan nog allerlei zaken die een relatie tussen kerk en staat suggereren, zoals de bede in de troonrede, de zondagswet, het randschrift "God zij met ons" op de Nederlandse euromunten en het feit dat in sommige gemeenteraden de vergaderingen met gebed worden geopend en gesloten. Dit heeft niets met een verstrengeling van kerk en staat te maken, maar meer met de invloed van christelijke politieke partijen, die geen officiële binding met een of meer kerkgemeenschappen hebben.
Overigens is in Nederland (en België) het beginsel van de scheiding van kerk en staat inmiddels een fundamenteel uitgangspunt voor de inrichting van de huidige democratische rechtstaat; alle politieke partijen scharen zich achter de scheiding van kerk en staat, ook de confessionele partijen, zoals de SGP.
In Nederland hangt de scheiding samen met het beginsel van gelijke behandeling, het neutraliteitsbeginsel, en de vrijheid van levensbeschouwelijke of godsdienstovertuiging uit artikel 1 en artikel 6 van de Nederlandse Grondwet. Het beginsel als zodanig
staat echter niet in de Grondwet, noch in enige andere wettelijke bepaling. In de afgelopen jaren is de maatschappelijke discussie over de verhouding tussen religie en politiek weer opgelaaid. In Nederland kenmerkt de scheiding van kerk en staat zich bijvoorbeeld niet door een scheiding van religie en politiek, in tegenstelling tot landen als Frankrijk, Verenigde Staten, Portugal en Japan. Wel is de consequentie ervan dat de wet het hoogste gezag heeft en religie in feite wordt getolereerd indien en voor zover religie of uitingen van religie niet in strijd zijn met de wet. Dit blijkt uit het eerste lid van artikel 6 van de Nederlandse Grondwet: Ieder heeft het recht zijn godsdienst of levensovertuiging, individueel of in gemeenschap met anderen, vrij te belijden, behoudens ieders verantwoordelijkheid volgens de wet. De godsdienstvrijheid is zodoende altijd beperkt.

## België
De Belgische Grondwet kent evenals de Nederlandse Grondwet geen artikel dat expliciet tot scheiding van kerk en staat dwingt. Maar de scheiding kan wel worden geconcludeerd door de artikelen 20, 21, 22 en 181 van de Belgische grondwet in samenhang te beschouwen. Men noemt dit stelsel ook wel een stelsel van “relatieve scheiding” of “onderlinge onafhankelijkheid”, omwille van het feit dat de Belgische overheid ondanks de principiële scheiding van kerk en staat toch instaat voor het onderhoud en de oprichting van bidhuizen en het betalen van een wedde voor bedienaren van de (erkende) erediensten (art. 181 §1). Sinds 1993 is in België grondwettelijk vastgelegd (in het art. 181 §2) dat ook de vrijzinnige gemeenschap gesubsidieerd wordt. Ook de boeddhisten dienden een aanvraag voor erkenning en betoelaging op grond van dit artikel in, en worden sinds eind 2008 structureel gesubsidieerd onder het stelsel van de niet-confessionele levensbeschouwelijke gemeenschappen.

## Frankrijk

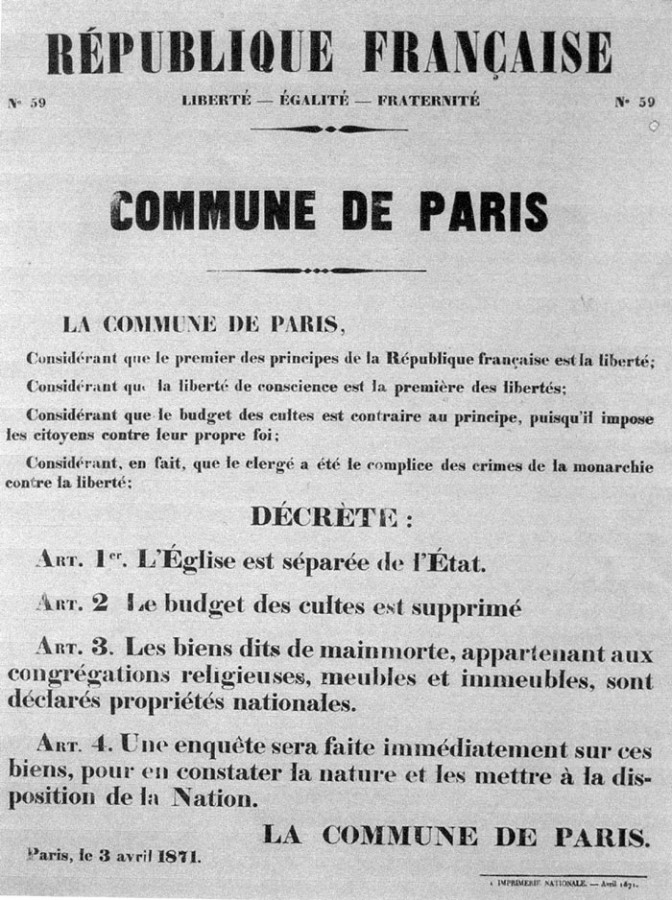
De Parijse Commune kondigt de scheiding van kerk en staat af, beëindigt de subsidies aan de kerken en verklaart alle kerkelijke goederen tot staatseigendom.

In Frankrijk wordt sinds 1905 met de wet tot séparation des Églises et de l'État de 'scheiding van Kerken en van de Staat' geregeld. In 1958 werd de regeling in de grondwet verankerd.
De manier waarop er in Nederland uitvoering aan de scheiding van Kerk en Staat wordt gegeven verschilt ten opzichte van bijvoorbeeld Frankrijk of Ierland. In die landen wordt een zeer strikte scheiding gehanteerd. Aanhangers van deze opvatting vinden dat er geen enkele manifestatie van religie mag zijn in de publieke ruimte. Volgens hen zou religie louter een privéaangelegenheid moeten zijn. De burgerlijke overheid dient er daarom op toe te zien dat de publieke sfeer vrij dient te zijn van religie. Anderzijds dient het kerkelijk leven vrij te zijn van staatsbemoeienis. 
Voorbeelden van zaken die in Nederland wel zijn toegestaan, maar in Frankrijk niet getolereerd zouden worden:
- Subsidiëring van religieuze omroepen
- De koning regeert volgens de aanhef van elke wet "bij de gratie Gods".
- De Nederlandse 2-euromuntstukken dragen, net als vroeger de guldens en rijksdaalders, als randschrift de tekst "God zij met ons".
- In veel gemeenteraden wordt de vergadering geopend en gesloten met een ambtsgebed.
- Het dragen van religieuze uitingen. Op Franse scholen wordt strikt aan het principe vastgehouden. Religieuze afbeeldingen en kleding(stukken) zijn er taboe. In de staatsscholen (met uitzondering van de Elzas en het departement Moselle en de overzeese gebieden) wordt geen godsdienstles gegeven. In plaats van confessionele leerstof worden er vakken gegeven zoals ethiek en filosofie.
- De meeste geestelijken in Caribisch Nederland zijn als rijksambtenaar in overheidsdienst.
- Bij rechtszaken wordt aan getuigen de keuze voorgelegd om de waarheid te spreken op grond van de eed "Zo waarlijk helpe mij God almachtig" ofwel de belofte "Dat verklaar en beloof ik".

## De Turkstalige wereld
In Turkse landen heerst een strenge vorm van secularisme, waarbij politieke partijen op religieuze grondslag verboden zijn. Volgens de grondwetten mag een religieuze instelling geen politiek belijden. Daarnaast is ook elke vorm van religieus onderwijs anders dan het beperkt behandelen van de grote wereldgodsdiensten verboden.

## Voorbeelden in andere landen
In het Verenigd Koninkrijk is het staatshoofd ook hoofd van de Anglicaanse Kerk en hebben 26 Anglicaanse bisschoppen ambtshalve zitting in het Britse Hogerhuis.
Tot de grondwetswijziging van 2012 was de koning van Noorwegen hoofd van de Noorse staatskerk.
In Denemarken zit er in de regering altijd een kerkminister ten behoeve van de Deense Volkskerk, die bepaalde taken namens de staat uitvoert.
In Griekenland bestaat geen officiële scheiding van kerk en staat.
In de Verenigde Staten is wel sprake van een scheiding van kerk en staat; religie heeft echter een veel nadrukkelijker invloed in het publieke domein dan in Europa.
In islamitische landen, op de Turkstalige landen na, is het beeld gemengd. Er zijn landen waar religie en politiek althans officieel strak worden gescheiden zoals Egypte, maar er zijn ook landen waar de geestelijken ook de politieke macht in handen hebben (Saoedi-Arabië, Iran) en er een islamitische wetgeving (sharia) geldt.
In Israël bestaat er geen burgerlijk huwelijk en dus ook geen scheidingsprocedure volgens burgerlijke wet. Hiertoe bestaat een rabinale rechtbank.